# Roland Garros
Eugène Adrien Roland Georges Garros (São Dinis, 6 de outubro de 1888 — Ardenas, 5 de outubro de 1918), mais conhecido como Roland Garros, foi um pioneiro da aviação e piloto de caça francês. Garros começou uma carreira na aviação em 1909 e realizou muitos feitos iniciais, como a primeira travessia de avião do Mar Mediterrâneo em 1913. Ele se juntou ao Exército Francês e se tornou um dos primeiros pilotos de caça durante a Primeira Guerra Mundial. Garros foi abatido e morreu em 5 de outubro de 1918. Em 1928, o estádio de tênis Roland Garros foi nomeado em sua memória e o Torneio de Roland-Garros oficialmente leva seu nome, que é realizado neste mesmo estádio.

## Aviador

### O início da carreira

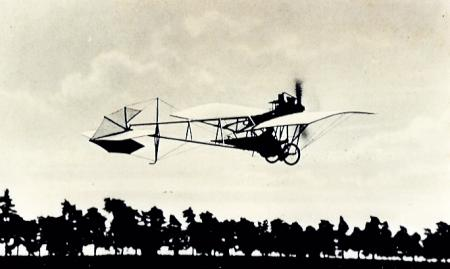
Demoiselle de Santos Dumont o primeiro avião pilotado por Roland Garros

Iniciou sua carreira de piloto em 1909, pilotando um Demoiselle, avião que só voava bem se o piloto fosse pequeno e leve. Em 1911 Garros tornou-se qualificado para pilotar monoplanos Bleriot e disputou na Europa uma série de corridas aéreas neste tipo de aeronave.

### Brasil
Teve uma breve passagem pelo Brasil onde ensinou pilotagem em São Paulo.
Em 9 de Março de 1912, juntamente com Eduardo Pacheco Chaves, cada qual pilotando seu próprio avião, realizou a primeira viagem aérea São Paulo-Santos-São Paulo. Na ocasião, o governo do estado oferecia um prêmio de 30 mil réis ao primeiro piloto que conseguisse esta façanha.
Antes da partida a aeronave de Roland Garros apresentou defeito. Mesmo sendo seu competidor, Eduardo Pacheco Chaves ajudou-o a repará-la. Retornaram juntos no mesmo avião.  
Em 1913 passou a voar em um Morane-Saulnier, aeronave mais aperfeiçoada que o Bleriot.

## A primeira travessia aérea do Mediterrâneo
Ficou famoso por ter efetuado, em 23 de setembro de 1913, a primeira travessia aérea sem escalas do Mediterrâneo em 7h53m, apesar de um motor ter avariado sobre a Córsega.
Partiu da cidade de Fréjus, na costa sul da França. Restavam-lhe cinco litros de combustível quando pousou em Bizerte, na Tunísia.

## No Brasil
Em 1911 a Queen Aviation Company Limited, de Nova Iorque, uma empresa de demonstrações aéreas veio ao Rio de Janeiro com seis aviões Blériot XI, um Nieuport 11 e um Demoiselle e diversos ases da aviação francesa, entre os quais, Roland Garros. No Rio, Garros levou para voar pela primeira vez o tenente Ricardo Kirk, que depois se tornaria o primeiro piloto militar brasileiro.
Em 1912 ele fez o primeiro voo aéreo sobre Magé, Guapimirim e Teresópolis. 

## Em combate

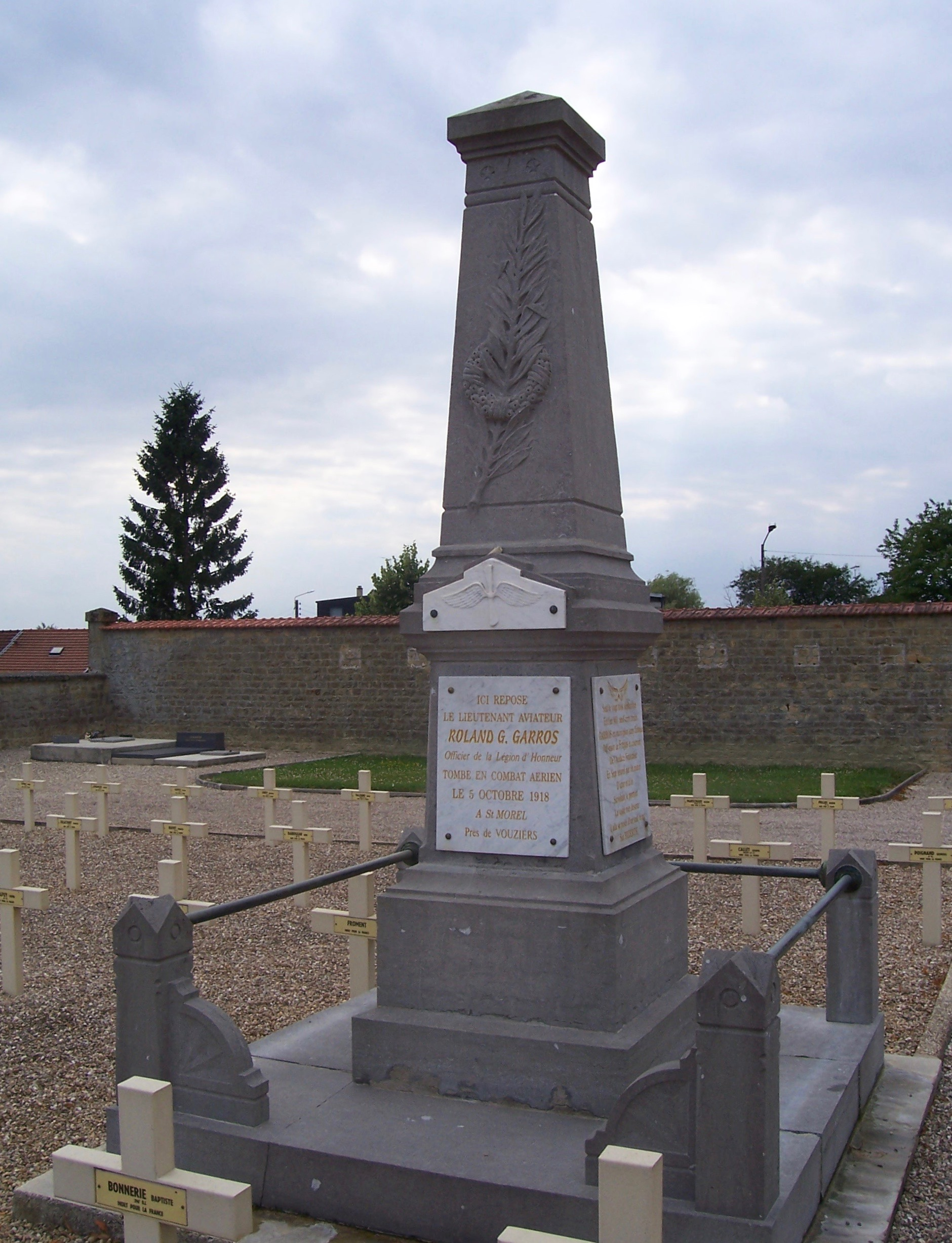
Túmulo de Roland Garros

O conflito de 1914-1918 transformou-o em piloto de guerra. Ao contrário do que muitos acreditam, Garros não foi um ás da aviação, pois abateu somente quatro aviões inimigos; para ser considerado ás é preciso ter cinco vitórias.
Em finais de 1914 participou do aperfeiçoamento dos tiros de metralhadora através das hélices. Abatido pelos alemães, foi feito prisioneiro. Na tentativa de ocultar a nova arma do inimigo tentou destruir seu avião antes de ser capturado, porém não conseguiu: seu sistema foi então estudado e aperfeiçoado por Anthony Fokker.

Conseguindo fugir, retomou seu posto na esquadrilha, mas foi morto durante um combate aéreo em 5 de outubro de 1918, sobre as Ardenas, perto de Vouziers, onde ele foi sepultado.

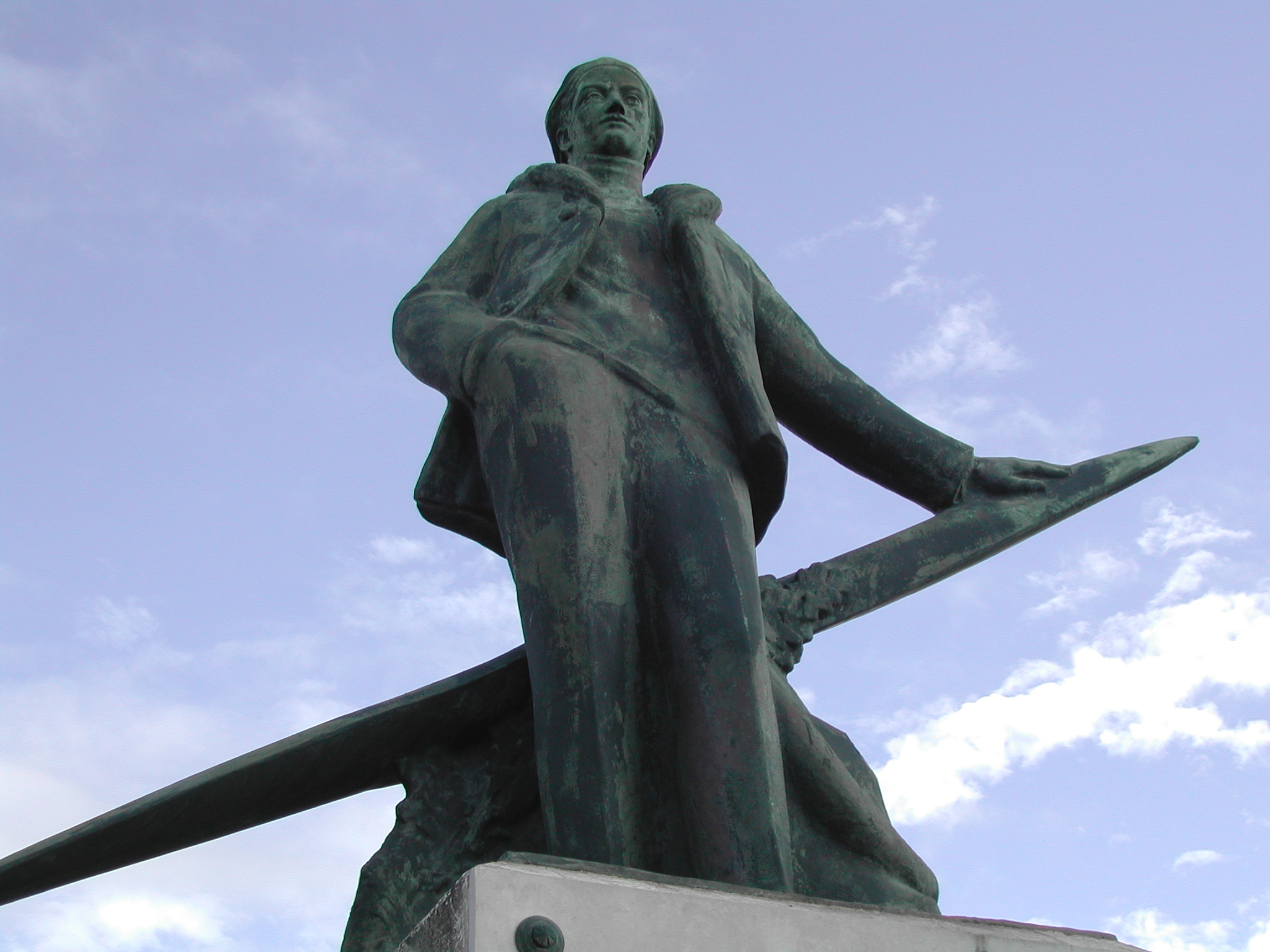
Monumento em homenagem a Roland Garros em São Dinis, Reunião

## Memória
Membro do Stade Français, teve a honra póstuma de dar seu nome ao estádio parisiense nos anos 1920 e ao torneio de tênis que lá acontece todos os anos.
O aeroporto internacional de Reunião é chamado aeroporto Roland Garros em sua homenagem.
Na cidade de São Paulo há uma importante avenida com seu nome, situada no distrito de Vila Medeiros. Curiosamente, um de seus cruzamentos é justamente com outra avenida com nome de aviador, a avenida Edu Chaves.